# XXX (album, ZZ Top)
XXX je třinácté studiové album americké blues rockové skupiny ZZ Top, vydané v roce 1999 u RCA Records. Producentem alba se stal Billy Gibbons.

## Seznam skladeb
| XXX    | XXX                                | XXX                                    | XXX   |
| Pořadí | Název                              | Autor                                  | Délka |
| ------ | ---------------------------------- | -------------------------------------- | ----- |
| 1.     | Poke Chop Sandwich                 | Billy Gibbons, Dusty Hill, Frank Beard | 4:50  |
| 2.     | Crucifixx-A-Flatt                  | —                                      | 3:59  |
| 3.     | Fearless Boogie                    | —                                      | 4:01  |
| 4.     | 36-22-36                           | —                                      | 2:36  |
| 5.     | Made into a Movie                  | —                                      | 5:13  |
| 6.     | Beatbox                            | —                                      | 2:48  |
| 7.     | Trippin’                           | —                                      | 3:55  |
| 8.     | Dreadmonboogaloo                   | —                                      | 2:36  |
| 9.     | Live Intro by Ross Mitchell        | Ross Mitchell                          | 0:35  |
| 10.    | Sinpusher [live]                   | Billy Gibbons, Dusty Hill, Frank Beard | 5:18  |
| 11.    | (Let Me Be Your) Teddy Bear [live] | Bernie Lowe, Kal Mann                  | 5:21  |
| 12.    | Hey Mr. Millionaire [live]         | Billy Gibbons, Dusty Hill, Frank Beard | 4:14  |
| 13.    | Belt Buckle                        | —                                      | 4:05  |

### Japonský seznam skladeb
| XXX    | XXX                                | XXX                                    | XXX   |
| Pořadí | Název                              | Autor                                  | Délka |
| ------ | ---------------------------------- | -------------------------------------- | ----- |
| 1.     | Poke Chop Sandwich                 | Billy Gibbons, Dusty Hill, Frank Beard | 4:50  |
| 2.     | Crucifixx-A-Flatt                  | —                                      | 3:59  |
| 3.     | Fearless Boogie                    | —                                      | 4:01  |
| 4.     | 36-22-36                           | —                                      | 2:36  |
| 5.     | Made into a Movie                  | —                                      | 5:13  |
| 6.     | Beatbox                            | —                                      | 2:48  |
| 7.     | Trippin’                           | —                                      | 3:55  |
| 8.     | Dreadmonboogaloo                   | —                                      | 2:36  |
| 9.     | Ninja Shack                        | Gibbons                                | 5:00  |
| 10.    | Live Intro by Ross Mitchell        | Ross Mitchell                          | 0:35  |
| 11.    | Sinpusher [live]                   | Billy Gibbons, Dusty Hill, Frank Beard | 5:18  |
| 12.    | (Let Me Be Your) Teddy Bear [live] | Lowe, Mann                             | 5:21  |
| 13.    | Hey Mr. Millionaire [live]         | Billy Gibbons, Dusty Hill, Frank Beard | 4:14  |
| 14.    | Belt Buckle [live]                 | —                                      | 4:05  |

## Sestava

### ZZ Top
- Billy Gibbons – kytara, zpěv
- Dusty Hill – baskytara, klávesy, zpěv
- Frank Beard – bicí, perkuse

### Hosté
- Jeff Beck – kytara v „Hey Mr. Millionaire“